# Шалоун, Ладислав
Ладислав Шалоун (чеш. Ladislav Šaloun; 1 августа 1870, Прага — 18 октября 1946, Прага) — чешский скульптор.

## Жизнь и творчество
Л. Шалоун учился рисованию и скульптуре в пражской школе Рейнера, а также в мастерских Томаша Сейдана и Богуслава Шнирха. Позднее он вступает в Союз художников Манеса, работает журнальным иллюстратором. С 1903 по 1906 год, совместно с Антонином Славичеком, преподаёт в частной художественной школе. В 1906—1914 годы Л. Шалоун — учитель в пражской Художественно-промышленной школе. С 1912 он — член Чешской академии наук. В 1927 Шалоун назначается художественным советником города Праги. В 1946 году Л. Шалоуну присуждается звание Народный художник Чехословакии.
Л. Шалоун является одним из крупнейших представителей символизма и чешского модерна в скульптуре. В 1896 году он выигрывает конкурс на оформление здания Городского музея в Праге, в 1901 году — конкурс на памятник Яну Гусу в чешской столице, для работы над которым строит новую мастерскую. Это его произведение является одним из известнейших и ценнейших; работа над памятником Гусу продолжалась до 1915 года. Л. Шалоун является создателем скульптурных портретов для многих выдающихся представителей чешской культуры, науки и политики. Был также автором книжных иллюстраций и титульных листов, работал над ювелирными украшениями и керамикой.

## Галерея

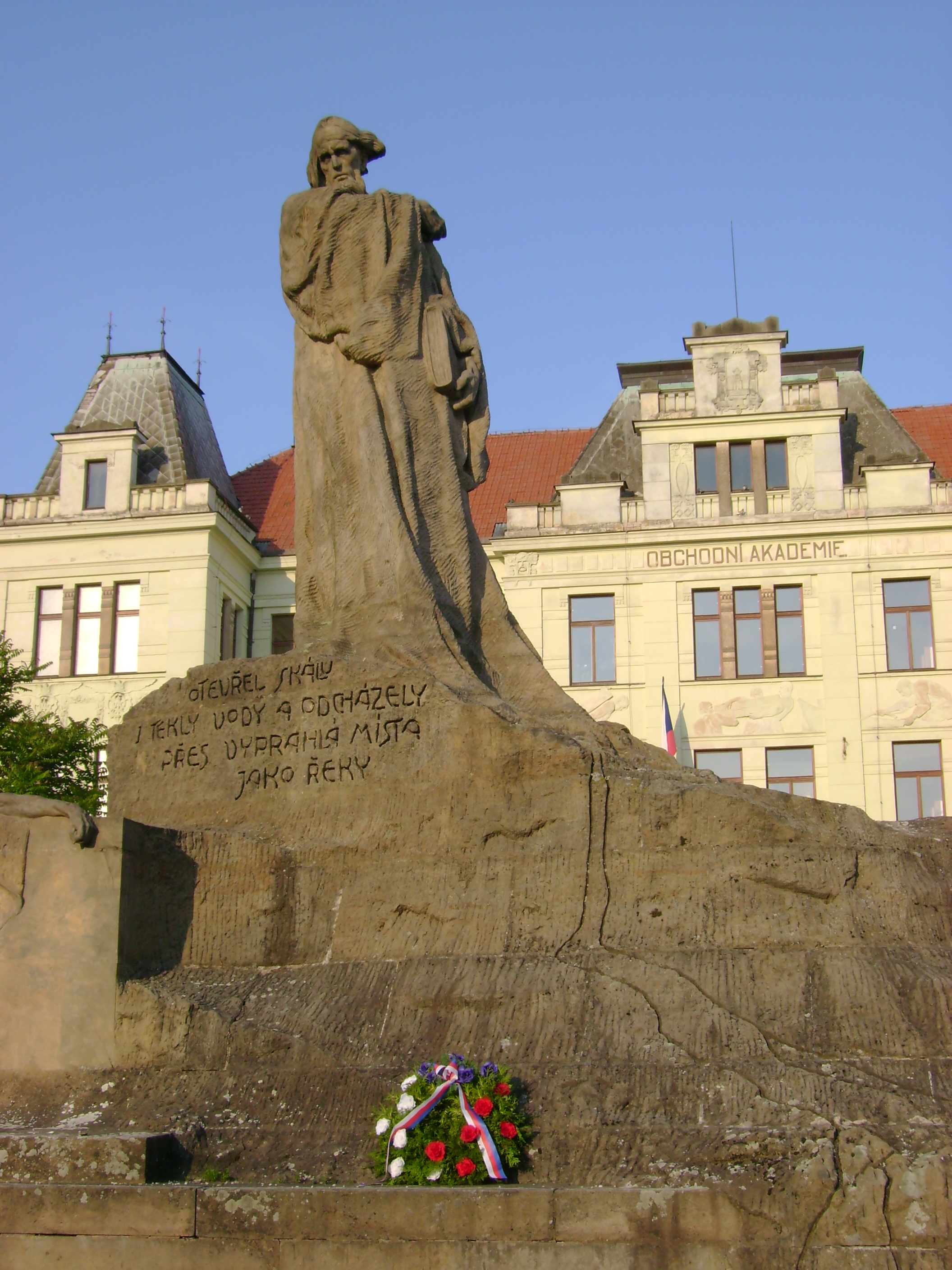
Памятник Яну Гусу в городе Горжице
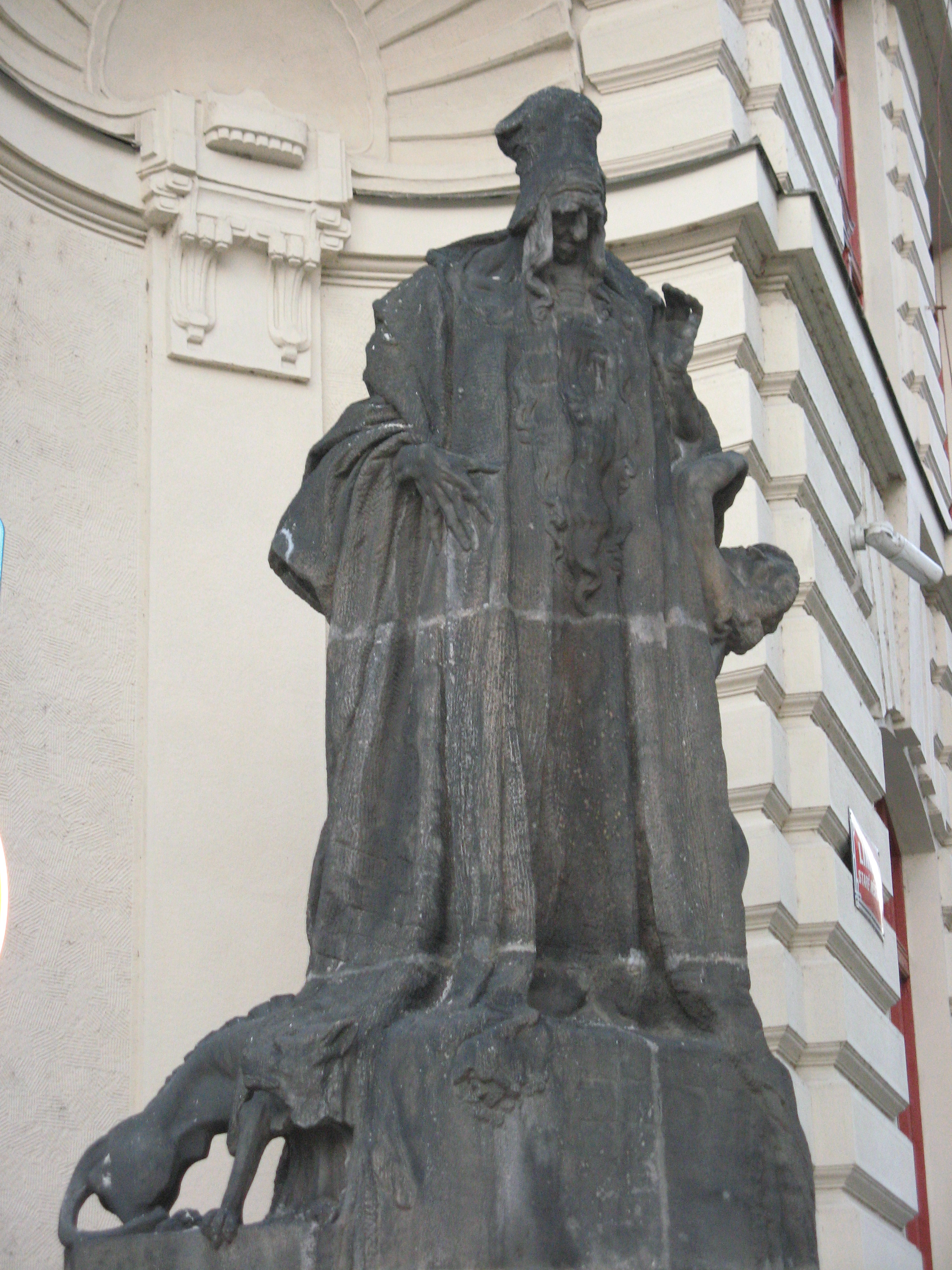
Памятник рабби Лёбу
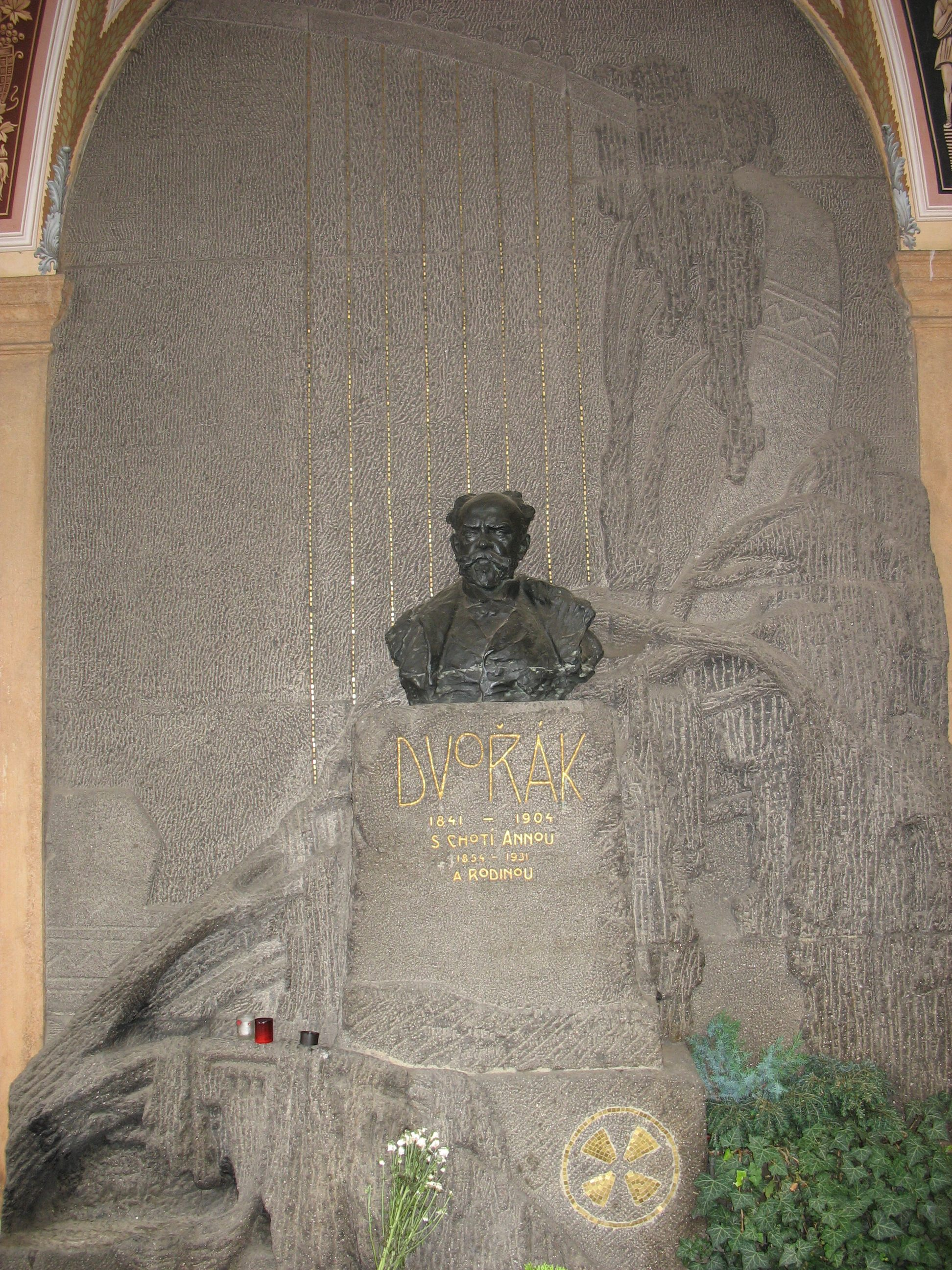
Бюст на могиле Антонина Дворжака
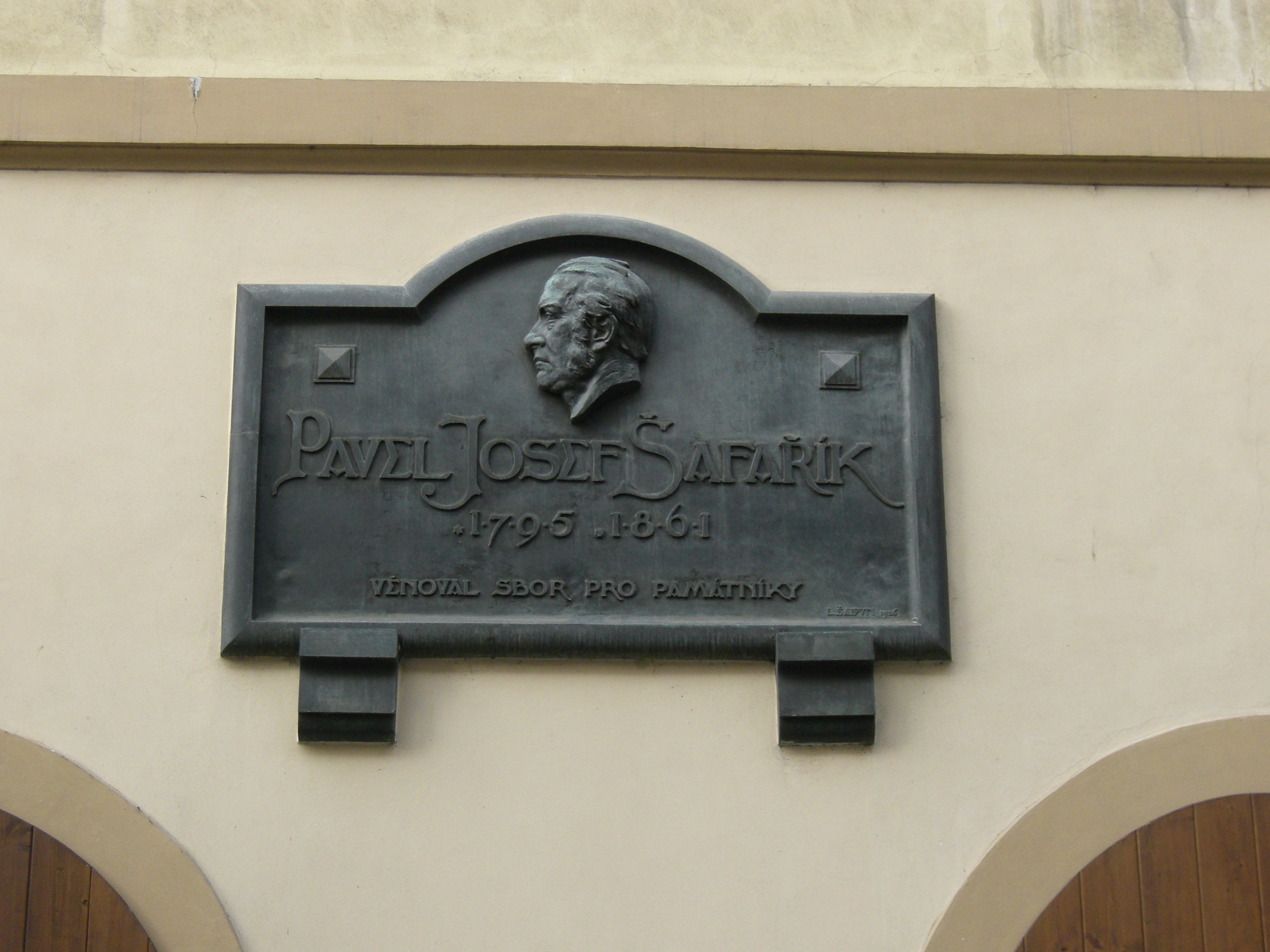
Памятная доска Павлу Й.Шафарику
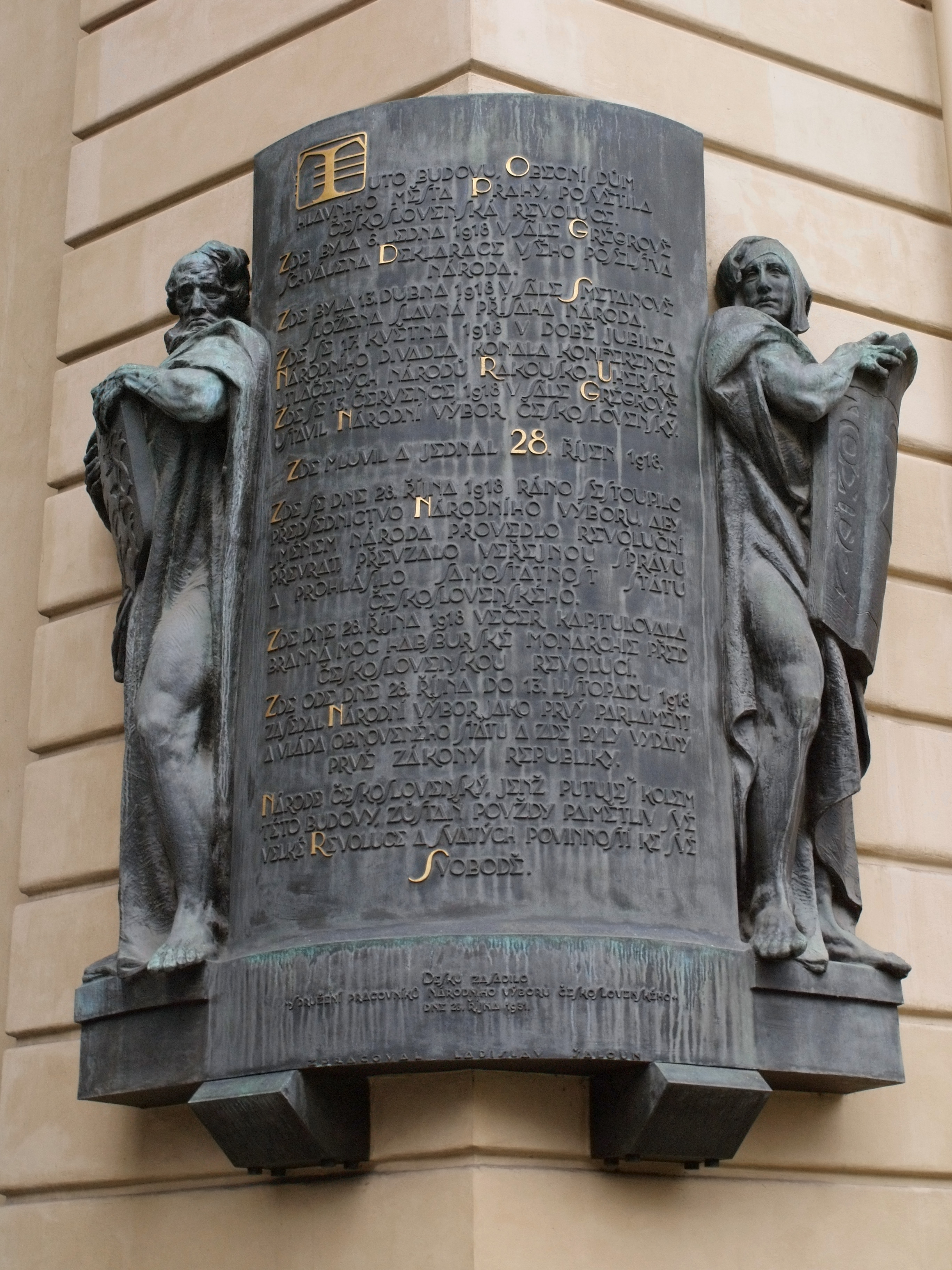
Скульптура и доска Погибающий народ и Воскресающий народ
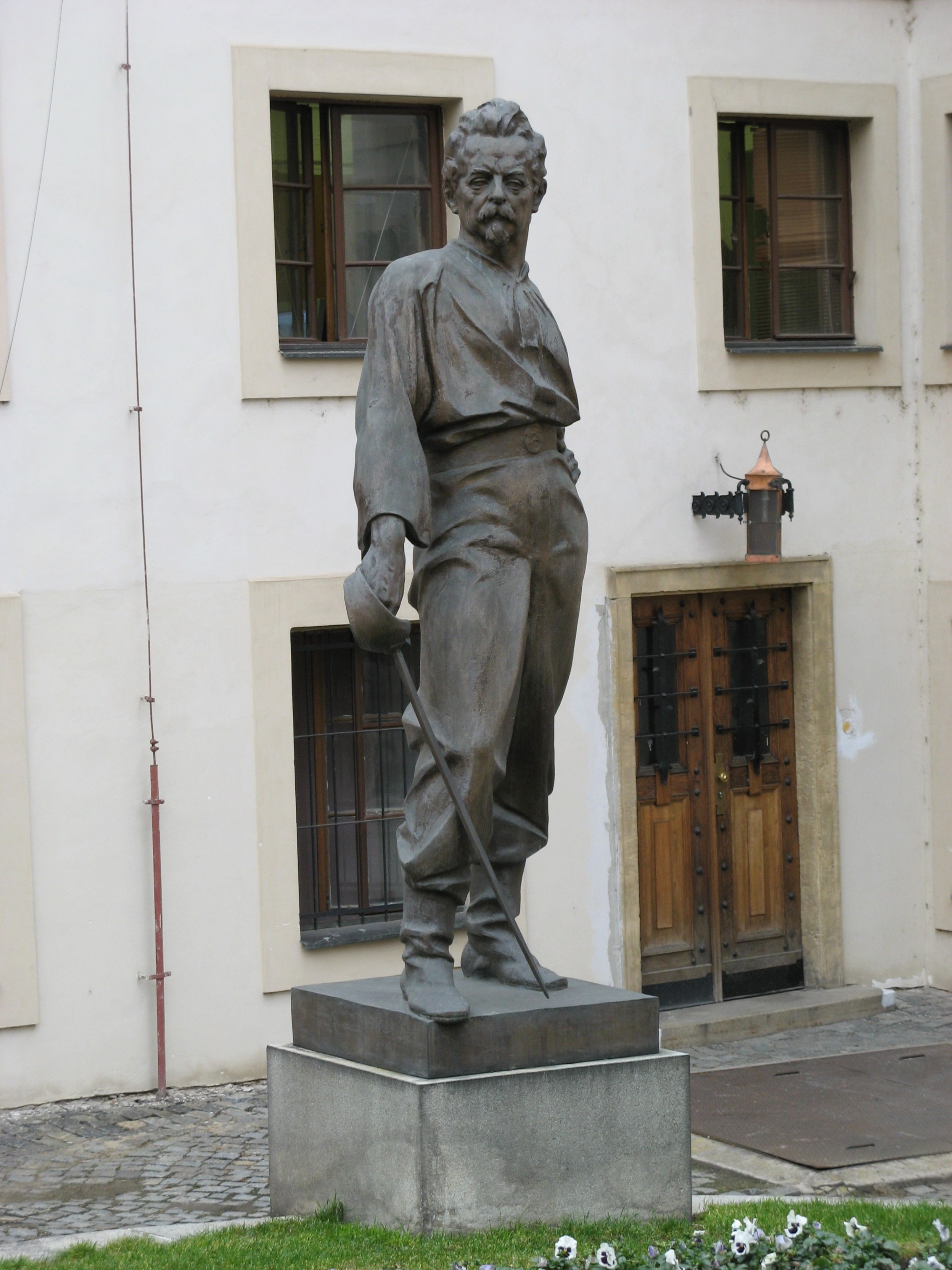
Памятник Мирославу Тыршу
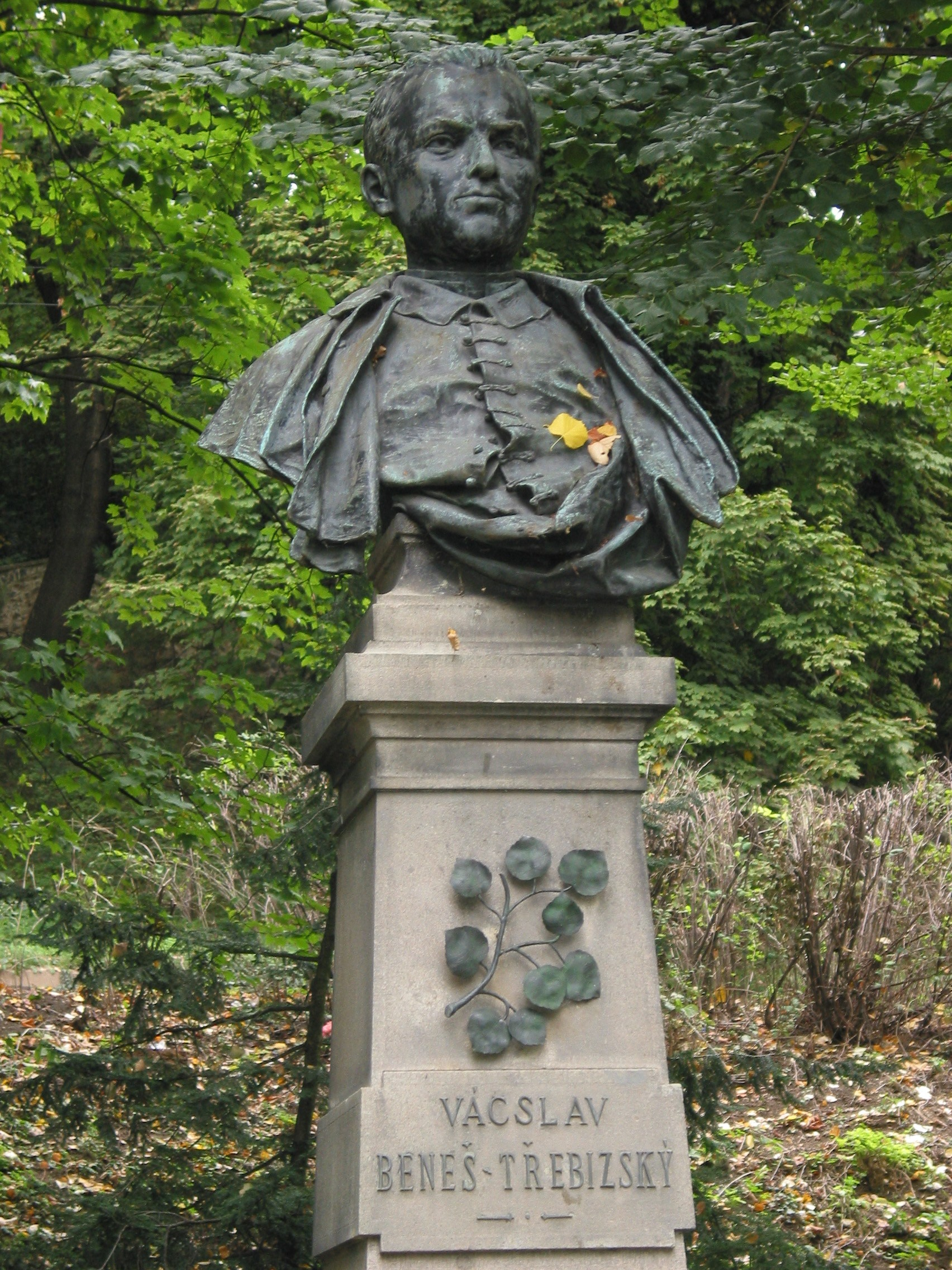
Бюст Вацлава Бенеша
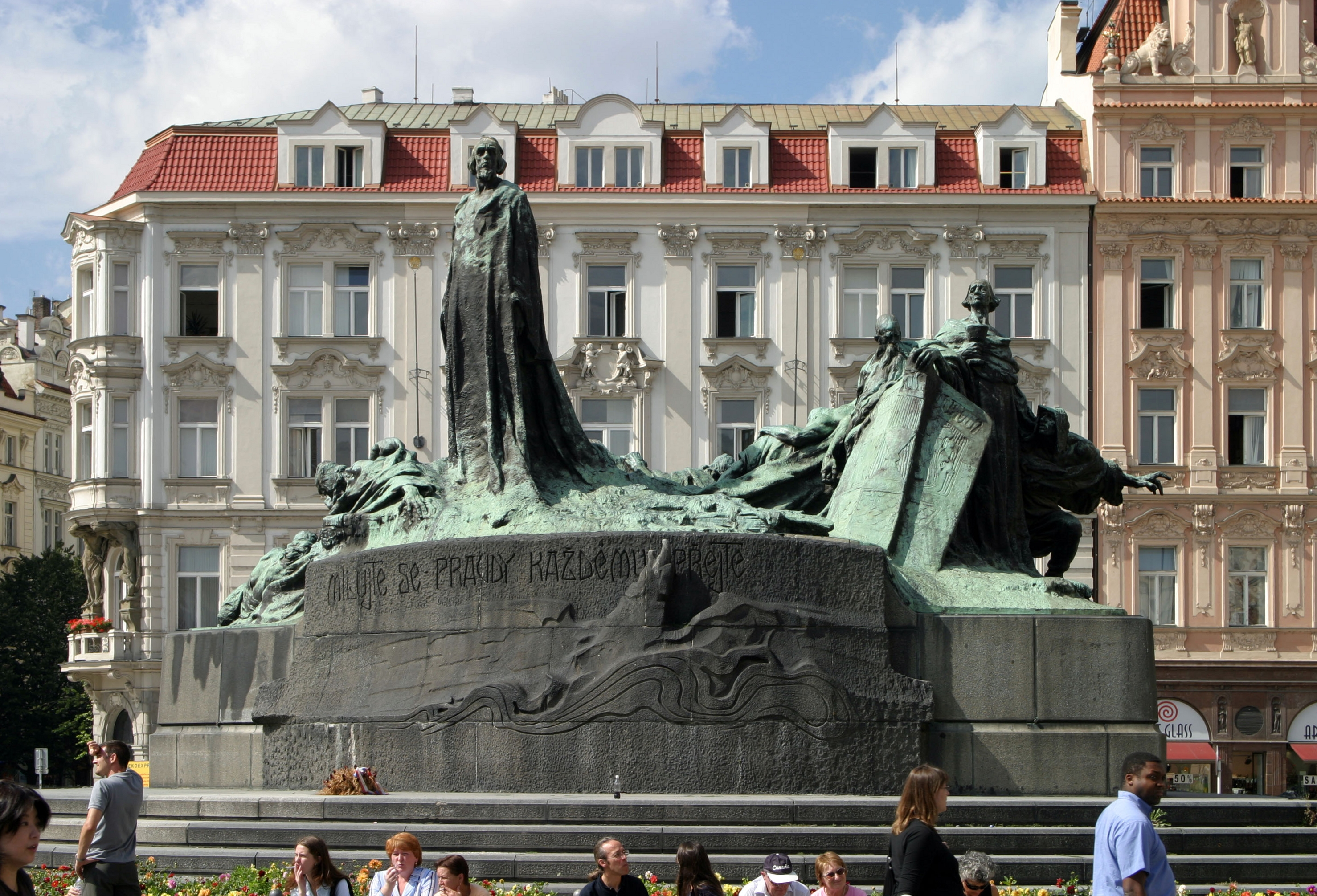
Памятник Яну Гусу в Праге